# Teemu Pukki
Teemu Pukki (Helsinki, 1989. szeptember 1. –) finn válogatott labdarúgó, az amerikai Minnesota United csatárja.

## Pályafutása
A KooTeePee csapatában kezdődött profi pályafutása, itt 2008-ig játszott, és 29 meccsen 3-szor volt eredményes. Ezután a Sevilla FC-hez szerződött, ahol 2009. januárjában debütált a Racing Santander ellen, de többet nem került be az első csapatba, ezért hazájába, a HJK-hoz igazolt, ahol finn bajnokságot nyert, az Európa-ligában pedig három gólt rúgott a Schalke 04 ellen a rájátszásban. Nem sokkal a meccs után éppen a Schalkéhoz került, ahol 2 évet töltött el. November 6-án két gólt lőtt a Hannover 96 csapatának.
2013. augusztus 31-én a Celtic csapatához igazolt. Szeptember 13-án mutatkozott be a Hearts elleni meccsen, ahol rögtön gólt lőtt. A KR Reykjavík elleni BL-selejtező meccsen két gólt szerzett. 2014. szeptember 1-jén a dán Brøndby csapatához szerződött. A Randers elleni meccsen mutatkozott be a csapatban, első gólját az Esbjerg elleni 2-2-re végződött mérkőzésen szerezte. A Hertha BSC elleni Európa-liga selejtező mérkőzés visszavágóján 3 gólt szerzett, így 3-2-es összesítéssel a dán csapat jutott tovább a következő körbe. 2017-ben gólt szerzett a VPS elleni El-selejtezőn. 2018. június 30-án a Norwich csapatához szerződött, ahol először a West Bromwich Albion ellen 4-3-ra elveszített mérkőzésen talált be. 2019-ben a csapattal feljutott az első osztályba, ahol 10 gólt szerzett, de ez is kevésnek bizonyult a bennmaradáshoz. 2021-ben sikerült visszajutniuk csapatával az angol élvonalba. 2023 júliusában a Minnesota United csapához igazolt, ahol első gólját a Houston ellen 3-0-ra megnyert meccsen szerezte.     

### A válogatottban
A finn válogatottban 2009. február 4-én debütált csereként a Japán labdarúgó-válogatott ellen. 2012-ben a vb-selejtezőn a címvédő Spanyol labdarúgó-válogatott ellen ő szerezte a finnek egyenlítő gólját. A csehek elleni, 2014 májusában rendezett barátságos meccsen 2 perc alatt 2-szer volt eredményes, a mérkőzés 2-2-re végződött. A 2018-2019-es Nemzetek Ligájában 3 gólt lőtt, ebből kétszer az észt válogatott ellen talált be. A válogatottal részt vett a 2020-as Európa-bajnokságon, ahol a finnek mindhárom meccsén játszott. A nemzeti csapatban eddig 112 mérkőzésen 38 gólt szerzett.

## Sikerei, díjai
- HJK
  - Finn bajnok: 2010

- Schalke 04
  - Német kupagyőztes: 2011

- Celtic
  - Skót bajnok: 2013–14

- Brøndby
  - Dán kupagyőztes: 2018

- Norwich City
  - EFL Championship: 2018–19

### Egyéni
- Az év finn labdarúgója: 2019, 2020